# Nuuk Stadion
Nuuk Stadion er et stadion i Nuuk, Grønland. Det anvendes i øjeblikket mest til fodboldkampe. Stadion har en kapacitet på 2.000 pladser. Stadionet er hyppigt brugt som mødested, og for nylig spillede det skotske band Nazareth sangen Love Hurts på stadionet.
Godthåbhallen ligger ca. 350 m sydøst for stadionet.
64°10′51″N 51°43′57″V / 64.18083°N 51.73250°V